# Arthon
Pour le fromage local, voir Arthon (fromage).
Arthon est une commune française située dans le département de l'Indre, en région Centre-Val de Loire.

## Géographie

### Localisation
Arthon est située dans le centre du département, dans la région naturelle de la Brenne. La commune est traversée par la rivière Bouzanne.
Les communes limitrophes sont : Velles (4 km), Le Poinçonnet (8 km), Jeu-les-Bois (8 km), Buxières-d'Aillac (8 km) et Bouesse (9 km).
Les communes chefs-lieux et préfectorales sont : Ardentes (12 km), Châteauroux (13 km), La Châtre (25 km), Issoudun (36 km) et Le Blanc (49 km).

### Hameaux et lieux-dits
Parmi les hameaux et lieux-dits de la commune, on trouve : la Tremblaire, les Religieuses et la Cotinière.
- Le hameau de la Roche, le moulin de la Roche et le lieu-dit le Temple sont des anciennes possessions de la commanderie de L'Ormeteau à l'époque des hospitaliers. La métairie de la Roche (Rochegayne), son moulin sur la Bouzanne et la forêt du Temple à l'est de la métairie dépendaient initialement de la maison du Temple de Châteauroux[3].

### Géologie et hydrographie
La commune est classée en zone de sismicité 2, correspondant à une sismicité faible.
Le territoire communal est arrosé par les rivières Bouzanne et Creuzançais, de plus on y trouve de nombreux étangs.

### Climat
Pour des articles plus généraux, voir Climat du Centre-Val de Loire et Climat de l'Indre.
En 2010, le climat de la commune est de type climat océanique dégradé des plaines du Centre et du Nord, selon une étude du CNRS s'appuyant sur une série de données couvrant la période 1971-2000. En 2020, Météo-France publie une typologie des climats de la France métropolitaine dans laquelle la commune est exposée à un climat océanique altéré et est dans une zone de transition entre les régions climatiques « Centre et contreforts nord du Massif Central » et « Ouest et nord-ouest du Massif Central ».
Pour la période 1971-2000, la température annuelle moyenne est de 11,6 °C, avec une amplitude thermique annuelle de 15,4 °C. Le cumul annuel moyen de précipitations est de 768 mm, avec 11,8 jours de précipitations en janvier et 7,1 jours en juillet. Pour la période 1991-2020, la température moyenne annuelle observée sur la station météorologique de Météo-France la plus proche, « Jeu-les-Bois-Auto », sur la commune de Jeu-les-Bois à 8 km à vol d'oiseau, est de 12,0 °C et le cumul annuel moyen de précipitations est de 746,6 mm,. Pour l'avenir, les paramètres climatiques de la commune estimés pour 2050 selon différents scénarios d'émission de gaz à effet de serre sont consultables sur un site dédié publié par Météo-France en novembre 2022.

### Voies de communication et transports
Le territoire communal est desservi par les routes départementales : 14, 42, 45, 45G et 990.
La gare ferroviaire la plus proche est la gare de Châteauroux, à 15 km.
Arthon est desservie par la ligne 10 du réseau de bus Horizon.
L'aéroport le plus proche est l'aéroport de Châteauroux-Centre, à 21 km.

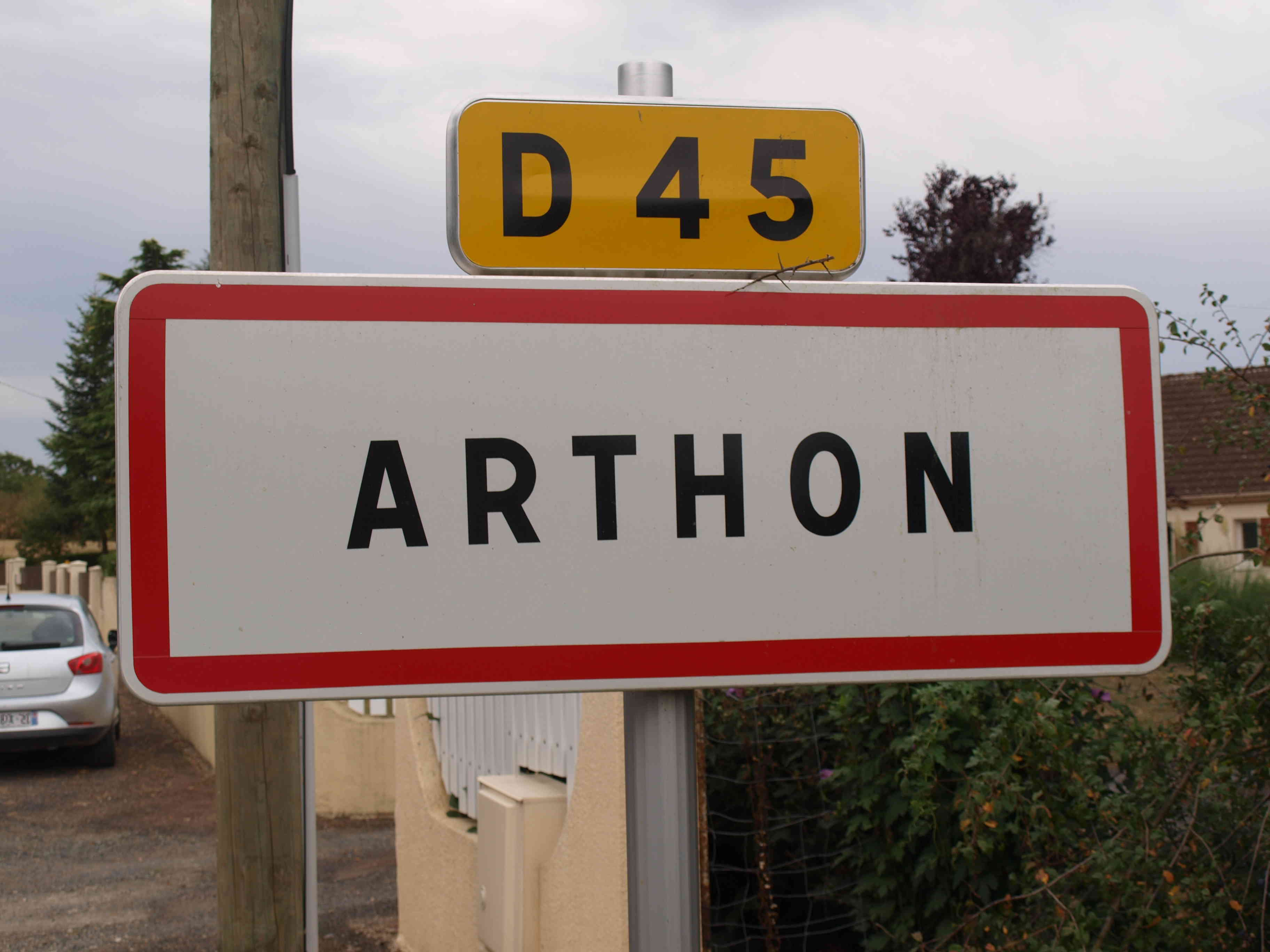
Le panneau d'entrée d’agglomération, en 2012.
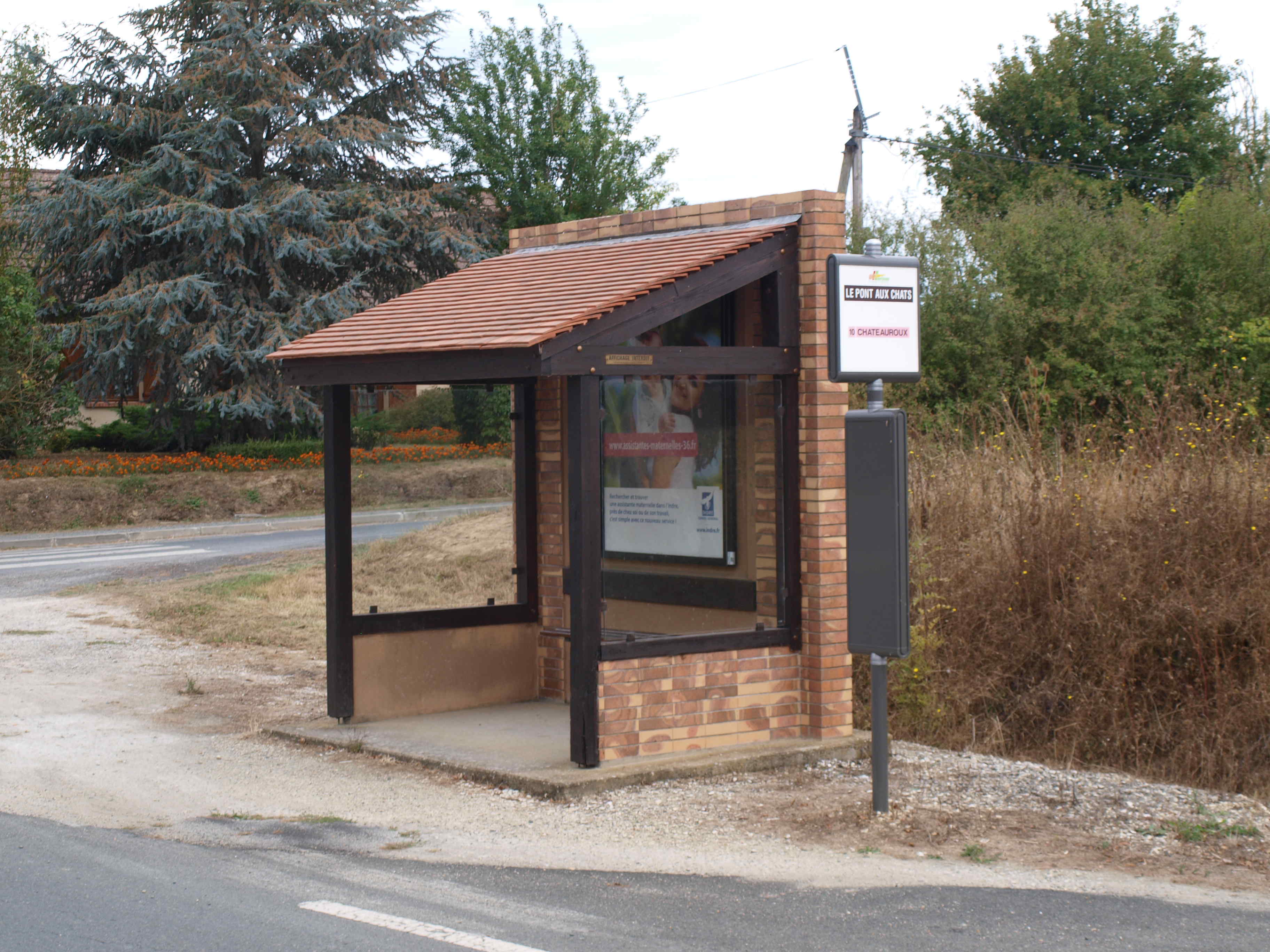
L'arrêt de bus « Le Pont aux Chats », de la ligne 10 du réseau de bus Horizon, en 2012.

## Urbanisme

### Typologie
Au 1er janvier 2024, Arthon est catégorisée commune rurale à habitat dispersé, selon la nouvelle grille communale de densité à sept niveaux définie par l'Insee en 2022.
Elle est située hors unité urbaine. Par ailleurs la commune fait partie de l'aire d'attraction de Châteauroux, dont elle est une commune de la couronne,. Cette aire, qui regroupe 71 communes, est catégorisée dans les aires de 50 000 à moins de 200 000 habitants,.

### Occupation des sols
L'occupation des sols de la commune, telle qu'elle ressort de la base de données européenne d’occupation biophysique des sols Corine Land Cover (CLC), est marquée par l'importance des territoires agricoles (69,4 % en 2018), une proportion identique à celle de 1990 (69,4 %). La répartition détaillée en 2018 est la suivante : 
prairies (31,4 %), terres arables (28,8 %), forêts (26 %), zones agricoles hétérogènes (9,2 %), milieux à végétation arbustive et/ou herbacée (2,1 %), eaux continentales (1,7 %), zones urbanisées (0,8 %). L'évolution de l’occupation des sols de la commune et de ses infrastructures peut être observée sur les différentes représentations cartographiques du territoire : la carte de Cassini (XVIIIe siècle), la carte d'état-major (1820-1866) et les cartes ou photos aériennes de l'IGN pour la période actuelle (1950 à aujourd'hui).

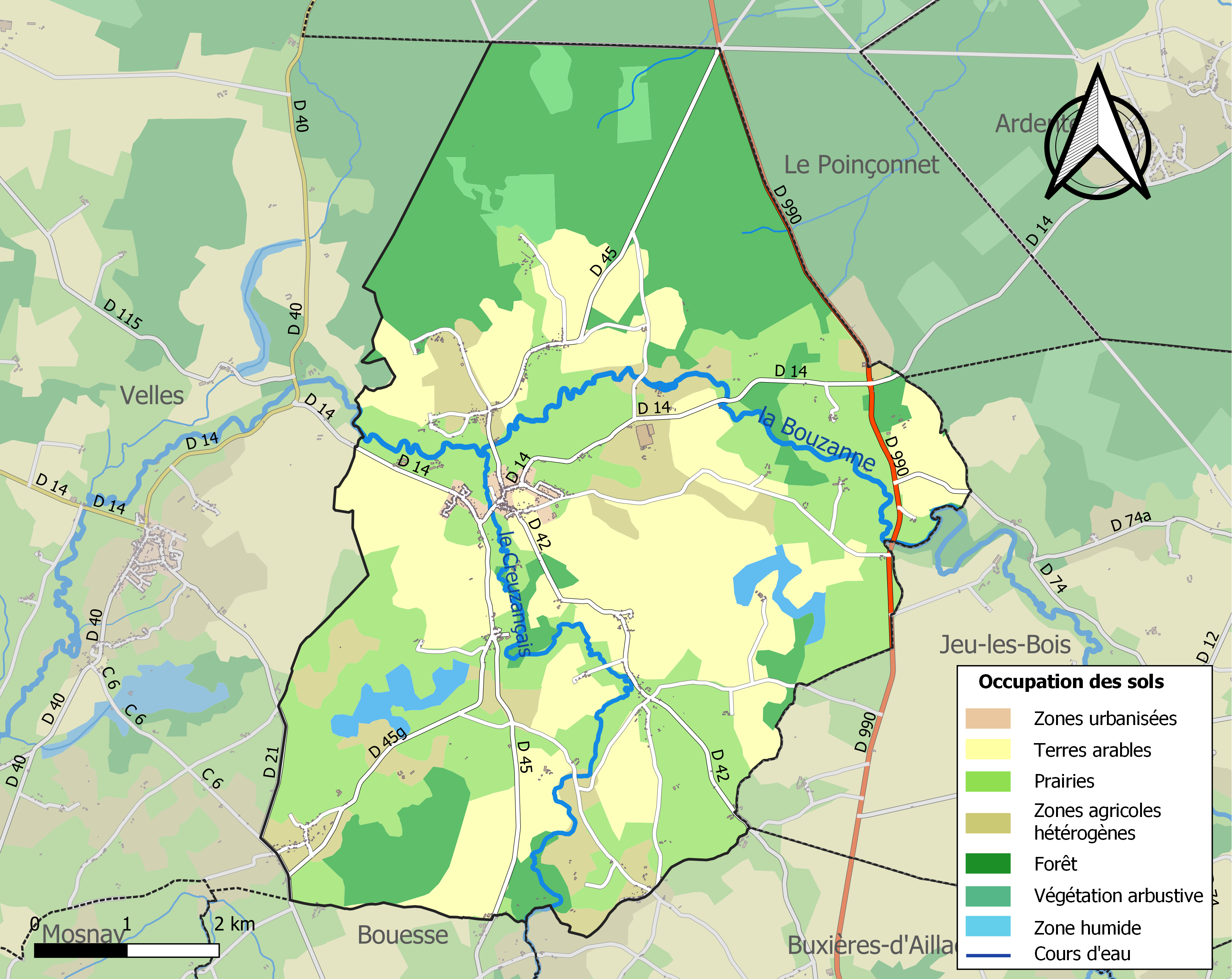
Carte des infrastructures et de l'occupation des sols de la commune en 2018 (CLC).

### Logement
Le tableau ci-dessous présente le détail du secteur des logements de la commune :
| Date du relevé                                              | 2013   | 2015   |
| Nombre total de logements                                   | 542    | 562    |
| Résidences principales                                      | 85,9 % | 84,4 % |
| Résidences secondaires                                      | 7 %    | 7,7 %  |
| Logements vacants                                           | 7,1 %  | 7,9 %  |
| Part des ménages propriétaires de leur résidence principale | 83,4 % | 83,4 % |

### Risques majeurs
Le territoire de la commune d'Arthon est vulnérable à différents aléas naturels : météorologiques (tempête, orage, neige, grand froid, canicule ou sécheresse), feux de forêts, mouvements de terrains et séisme (sismicité faible). Un site publié par le BRGM permet d'évaluer simplement et rapidement les risques d'un bien localisé soit par son adresse soit par le numéro de sa parcelle.
Pour anticiper une remontée des risques de feux de forêt et de végétation vers le nord de la France en lien avec le dérèglement climatique, les services de l’État en région Centre-Val de Loire (DREAL, DRAAF, DDT) avec les SDIS ont réalisé en 2021 un atlas régional du risque de feux de forêt, permettant d’améliorer la connaissance sur les massifs les plus exposés. La commune, étant pour partie dans le massif de Châteauroux, est classée au niveau de risque 4, sur une échelle qui en comporte quatre (1 étant le niveau maximal).

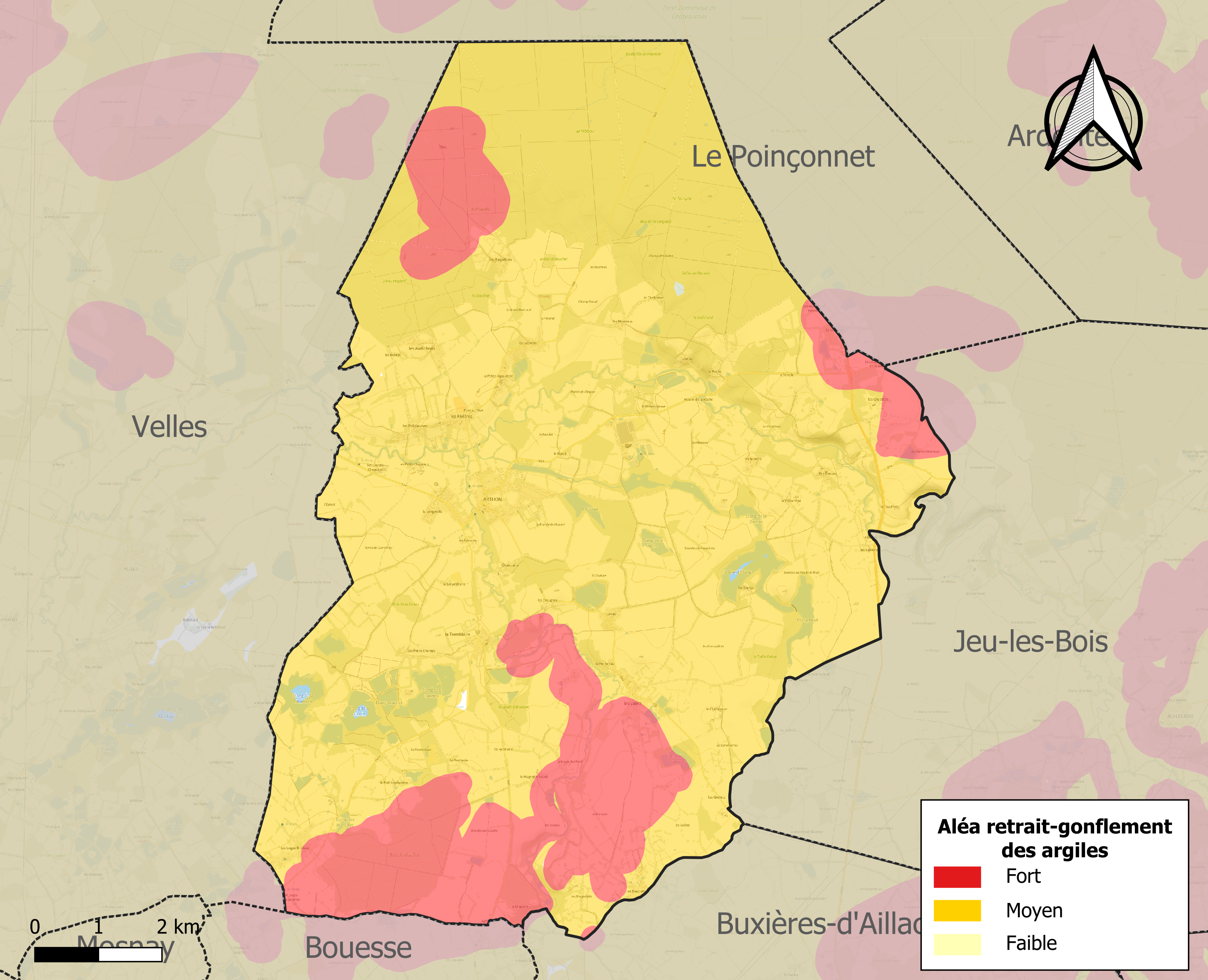
Carte des zones d'aléa retrait-gonflement des sols argileux d'Arthon.

Les mouvements de terrains susceptibles de se produire sur la commune sont des tassements différentiels.
Le retrait-gonflement des sols argileux est susceptible d'engendrer des dommages importants aux bâtiments en cas d’alternance de périodes de sécheresse et de pluie. 99,8 % de la superficie communale est en aléa moyen ou fort (84,7 % au niveau départemental et 48,5 % au niveau national). Sur les 574 bâtiments dénombrés sur la commune en 2019, 574 sont en aléa moyen ou fort, soit 100 %, à comparer aux 86 % au niveau départemental et 54 % au niveau national. Une cartographie de l'exposition du territoire national au retrait gonflement des sols argileux est disponible sur le site du BRGM,.
Concernant les mouvements de terrains, la commune a été reconnue en état de catastrophe naturelle au titre des dommages causés par la sécheresse en 1989, 2016, 2018 et 2019 et par des mouvements de terrain en 1999.

## Toponymie
Le nom de la commune est attesté sous les formes Ecclesia de Artaun en 1115 et 1563, Ecclesia de Artaim en 1212, Ballia de Arcaonio d’Arthao en 1263, Arton au XIIIe siècle, et Artaonium en 1327.
Le toponyme pourrait dériver du nom propre gaulois Artonos, employé seul, ou du radical gaulois arto- signifiant « ours ». Ernest Nègre propose quant à lui une origine dans Artoinus, forme effectivement attestée. Les formes anciennes ne permettent toutefois pas de confirmer l’hypothèse d’E. Hubert selon laquelle Arthon représenterait, comme Arthun (Loire), un possible arte-dunum, c’est-à-dire « la forteresse de l’ours ».
Ses habitants sont appelés les Arthonnais.

## Histoire
On découvre des vestiges préhistoriques et antiques, comme une enceinte protohistorique à Bellevue, ainsi que les premières occupations datent des périodes gauloise et gallo-romaine avec la voie romaine reliant Argenton à Bourges passait par la commune. Le village est un bourg castral : il s’est formé autour du château appartenant à la famille des seigneurs de Déols-Châteauroux.
La commune dépendait de l'abbaye de Déols en 1104 puis appartint à la seigneurie des Varennes au XIVe siècle.
Le bureau de poste a été fermé en 2011.

## Politique et administration
La commune dépend de l'arrondissement de Châteauroux, du canton d'Ardentes, de la deuxième circonscription de l'Indre et de Châteauroux Métropole.
Elle dispose d'une agence postale communale.

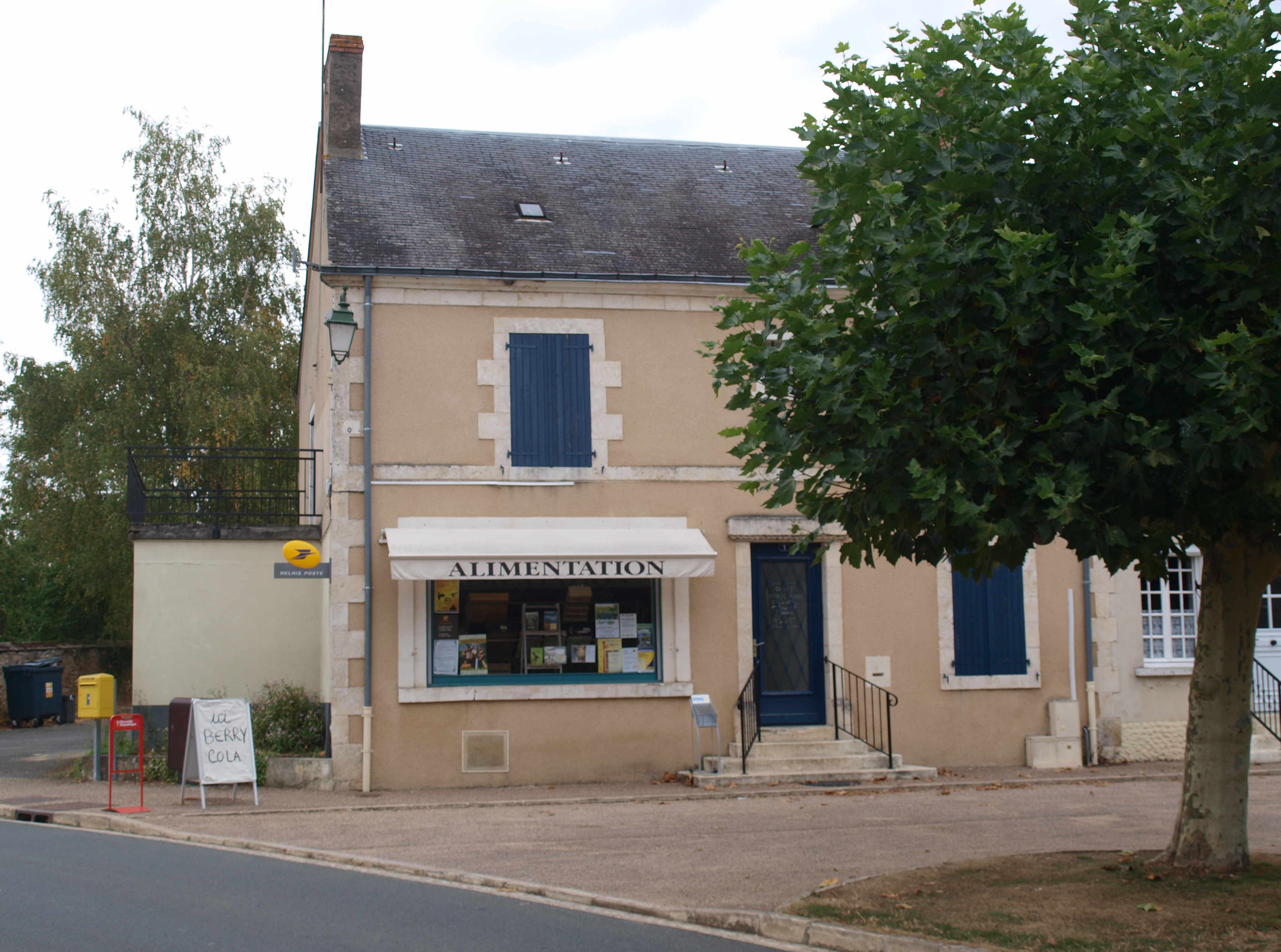
L'agence postale communale et le magasin d'alimentation, en 2012.
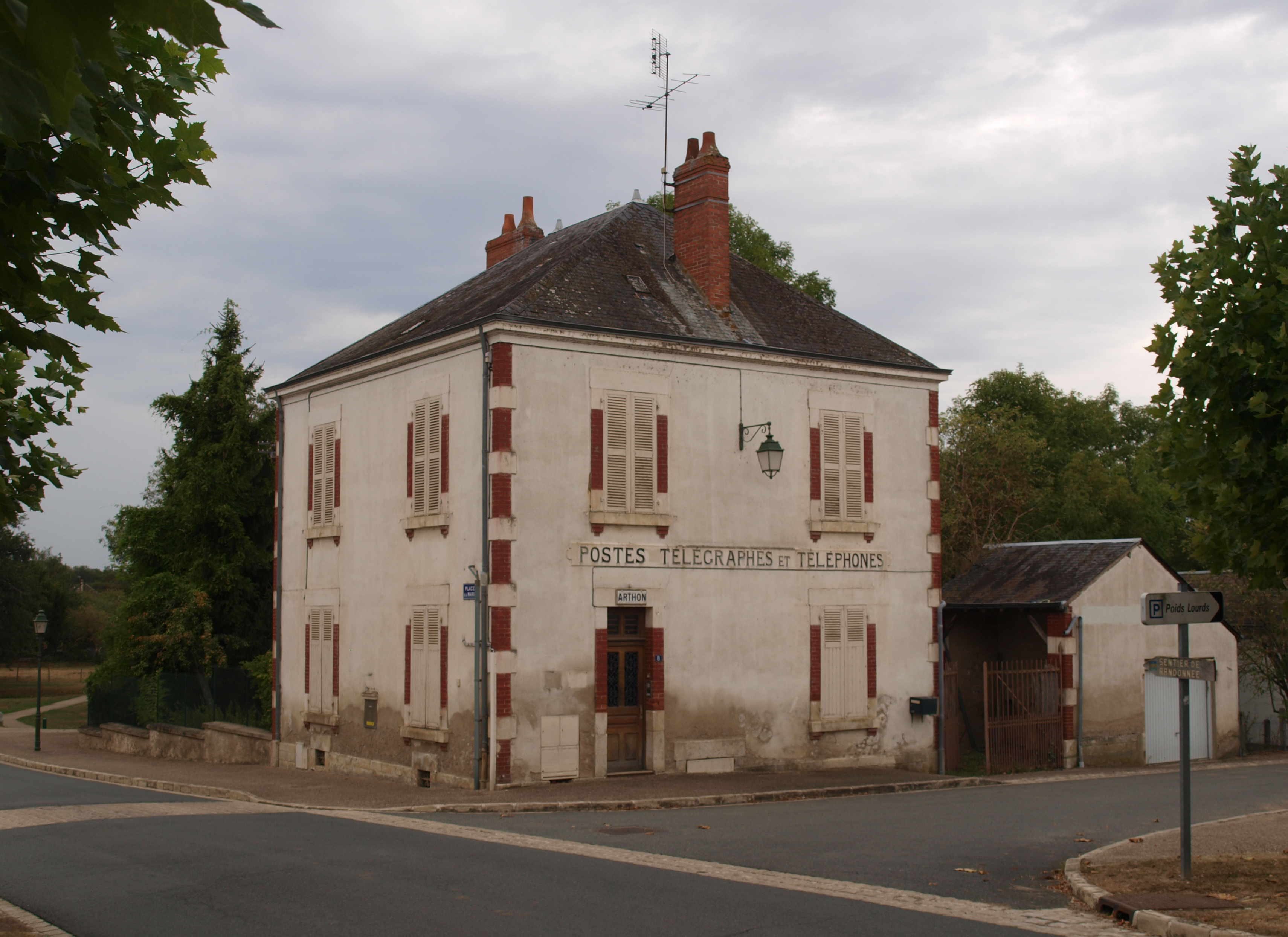
L'ancien bureau de poste en 2012.

### Liste des maires
| Période                                  | Période   | Identité          | Étiquette | Qualité  |
| ---------------------------------------- | --------- | ----------------- | --------- | -------- |
| 1959                                     | 1989      | André Devolf      | PS        |          |
| mars 2001                                | mars 2008 | Henri Charlemagne | DVD       |          |
| mars 2008,                               | 2020      | Jacky Devolf      | DVG       | Retraité |
| 2020                                     | En cours  | Pascale Bavouzet  |           |          |
| Les données manquantes sont à compléter. |           |                   |           |          |

## Population et société

### Démographie
L'évolution du nombre d'habitants est connue à travers les recensements de la population effectués dans la commune depuis 1793. Pour les communes de moins de 10 000 habitants, une enquête de recensement portant sur toute la population est réalisée tous les cinq ans, les populations de référence des années intermédiaires étant quant à elles estimées par interpolation ou extrapolation. Pour la commune, le premier recensement exhaustif entrant dans le cadre du nouveau dispositif a été réalisé en 2004.

En 2022, la commune comptait 1 216 habitants, en évolution de −2,8 % par rapport à 2016 (Indre : −3 %, France hors Mayotte : +2,11 %).
| 1793 | 1800 | 1806 | 1821 | 1831 | 1836 | 1841 | 1846 | 1851 |
| ---- | ---- | ---- | ---- | ---- | ---- | ---- | ---- | ---- |
| 661  | 603  | 590  | 747  | 824  | 907  | 820  | 897  | 843  |

| 1856 | 1861 | 1866 | 1872 | 1876  | 1881  | 1886  | 1891  | 1896  |
| ---- | ---- | ---- | ---- | ----- | ----- | ----- | ----- | ----- |
| 862  | 838  | 883  | 925  | 1 002 | 1 015 | 1 068 | 1 113 | 1 150 |

| 1901  | 1906  | 1911  | 1921 | 1926 | 1931 | 1936 | 1946 | 1954 |
| ----- | ----- | ----- | ---- | ---- | ---- | ---- | ---- | ---- |
| 1 103 | 1 115 | 1 111 | 938  | 875  | 785  | 750  | 753  | 702  |

| 1962 | 1968 | 1975 | 1982 | 1990 | 1999 | 2004  | 2006  | 2009  |
| ---- | ---- | ---- | ---- | ---- | ---- | ----- | ----- | ----- |
| 634  | 532  | 558  | 751  | 902  | 995  | 1 000 | 1 005 | 1 171 |

| 2014  | 2019  | 2022  | - | - | - | - | - | - |
| ----- | ----- | ----- | - | - | - | - | - | - |
| 1 230 | 1 218 | 1 216 | - | - | - | - | - | - |

### Enseignement
La commune dépend de la circonscription académique de La Châtre.

### Manifestations culturelles et festivités
Au niveau festivités, plusieurs manifestations se déroulent  dans l'année dont la rencontre de modélisme naval ayant lieu le 2e dimanche de juin, la « fête de la pêche et de la nature » qui a lieu le 2e dimanche d'août, la brocante annuelle ayant lieu le 2e dimanche de septembre, la marche ayant lieu le 2e dimanche d'octobre, la rencontre cyclotouriste. Le lundi de Pentecôte se tient un pèlerinage à la chapelle de la Bonne-Dame-du-Chêne.

### Sports
Elle dispose aussi du centre d'entraînement de la Berrichonne de Châteauroux.

### Médias
La commune est couverte par les médias suivants : La Nouvelle République du Centre-Ouest, Le Berry républicain, L'Écho - La Marseillaise, La Bouinotte, Le Petit Berrichon, France 3 Centre-Val de Loire, Berry Issoudun Première, Vibration, Forum, France Bleu Berry et RCF en Berry.

## Économie
La commune se situe dans l’aire urbaine de Châteauroux, dans la zone d’emploi de Châteauroux et dans le bassin de vie de Châteauroux.
La principale entreprise de la commune est l’usine textile Balsan, spécialisée dans la confection de moquette, souvent labellisée HQE ou Gut ,. Le reste étant composé de l'agriculture, polyculture, élevage, Arthon (fromage de chèvre), vergers et les petits commerces et l'artisanat.
La commune se trouve dans l'aire géographique et dans la zone de production du lait, de fabrication et d'affinage du fromage Valençay.

## Culture locale et patrimoine
- Château de La Fa (XVIIe siècle)
- Château de Puymoreau (XVe et XIXe siècles)
- Château de Chandaire (XIXe siècle)
- Château des Crubliers (XIXe siècle)
- Château fortifié (XVe siècle) : il fut restauré au XIXe siècle.
- Château de Corbilly : le château se trouve au pied de la Bouzanne, et il a été restauré au XIXe siècle.
- Monument aux morts
- Église Saint-Martin (XIIe siècle) : ornée de fresques contemporaines réalisées par le peintre Malespine entre 1947 et 1952 ;  « dalle funéraire de Huet de Varennes », notice no PM36000014, seigneur d'Arthon et de sa femme Jeanne Savary de Lancosme (XVe siècle).
- Chapelle de la Bonne-Dame-du-Chêne (1862)
- Croix Baloue (votive)
- Chapelle Saint-Antoine du cimetière (XVIIe et XVIIIe siècles)
- Chapelle de pèlerinage au Casson

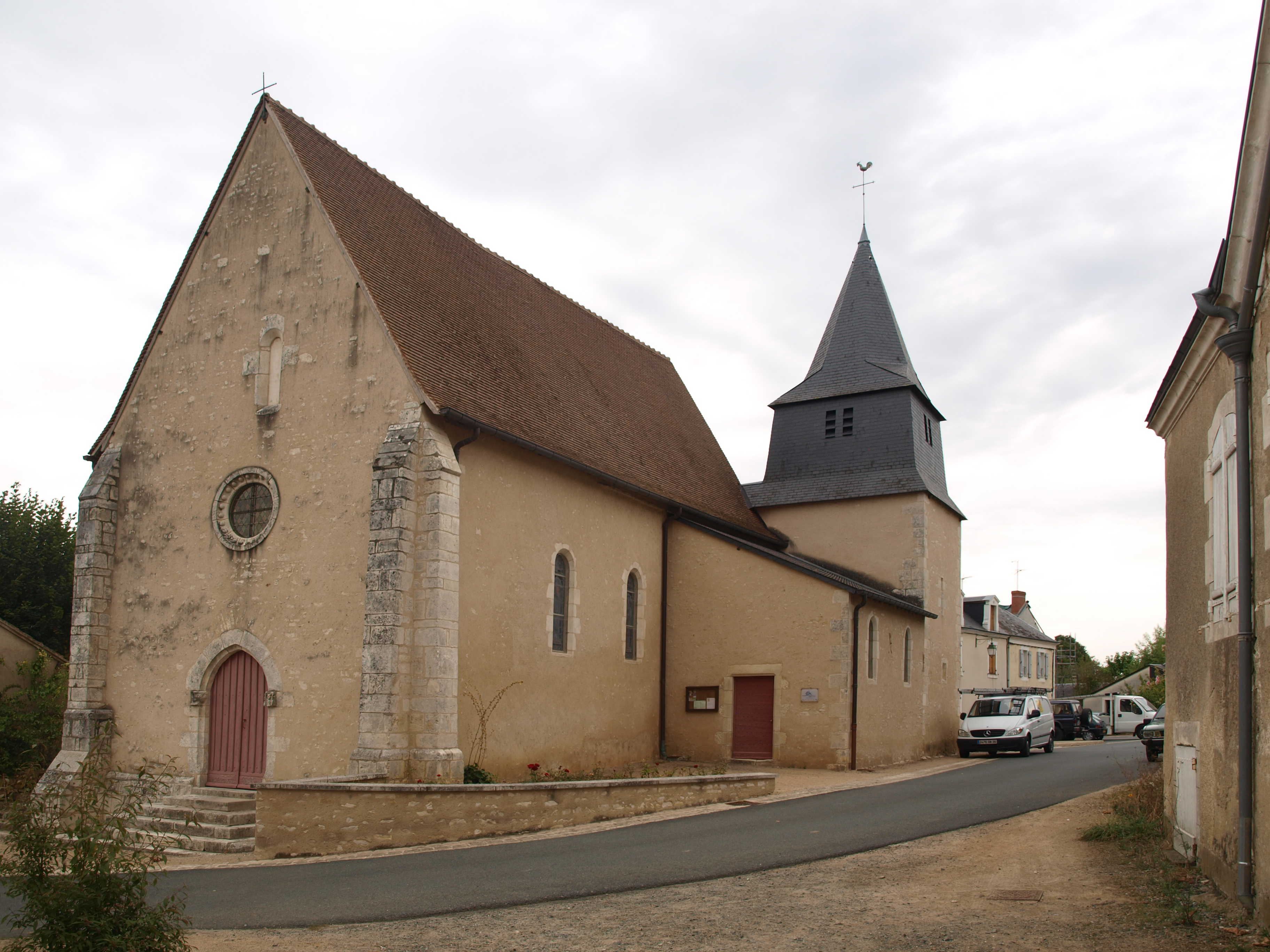
L'église Saint-Martin en 2012.
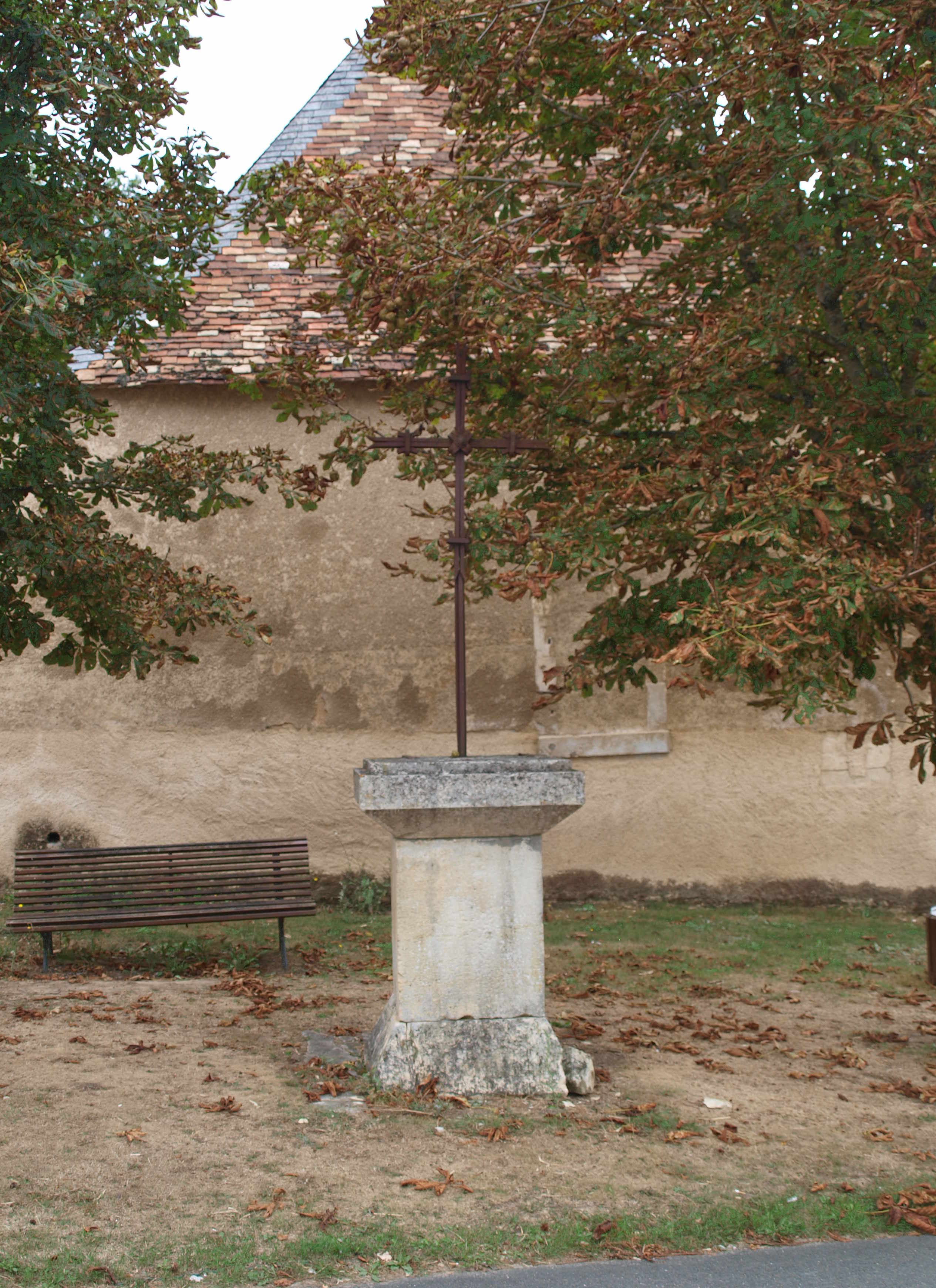
Le calvaire de l'église en 2012.